# De brevitate vitae
De brevitate vitae (Nederlands: Over de kortheid van het leven) is een filosofisch werk geschreven door Lucius Annaeus Seneca omstreeks het jaar 49 en gebundeld in zijn Dialogi. De filosoof richt zich tot zijn schoonvader Paulinus en betoogt dat het leven helemaal niet kort is voor wie zijn tijd goed weet te gebruiken. 

## Nederlandse vertalingen
- Seneca. Vragen en antwoorden, vert. Cornelis Verhoeven, 1983. ISBN 9789026305771
- Seneca. Dialogen, vert. Tjitte H. Janssen, 1996. ISBN 9789053522509
- Seneca. De lengte van het leven, vert. Vincent Hunink, 2012. ISBN 9789025369576